# Rozgonyi Simon
Rozgonyi Simon (? – Várna, 1444. november 10.) előbb veszprémi, majd egri püspök, 1441-től 1444-ig főkancellár.

## Élete

### Családja
A semptei ágból származó Rozgonyi Simon országbíró († 1414) fia. Testvérei István († 1443), Ilona és György († 1457/58). Rozgonyi Péter († 1438) egri megyés püspök unokafivére.

### Egyházi pályája
A krakkói, majd a bécsi egyetemen tanult. 1397 és 1427 között dömösi prépost, 1397-től esztergomi kanonok, 1409-től 1428-ig szepesi kanonok és szebeni prépost. A Magyar Archontológiában 1428. augusztus 30. és 1439 között veszprémi megyés püspök és egyben királynéi kancellár (1430–1440). A királynék koronázásának jogát megvédte az esztergomi érsekkel szemben. 1436-ban Zsigmond magyar király követe Lengyelországban.
Zsigmond halála után, 1438. január 1-jén ő koronázta meg Habsburg Albertet és feleségét. 1439-ben Erzsébet királyné esküdt ellensége lett, miután nem őt nevezte ki esztergomi érsekké. Albert halála után a pápa által támogatott Habsburg-ellenes párthoz csatlakozott. 1440-ben küldöttség élén ő kereste fel Krakkóban III. Ulászló lengyel királyt és kérte fel a magyar trón elfoglalására, Budát és Győr városát nagyrészt saját csapataival szerezte meg neki. 1439-től 1444. november 10-éig egri püspök. I. Ulászló megkoronázása után 1440. július 17-étől királyi kancellár, s az Erzsébettel alkudozó küldöttségnek is vezetője. Jelen volt 1444. augusztus 1-jei szegedi békekötésnél, valamint ennek a három nappal későbbi (augusztus 4.) eltörlésénél. A várnai csatában saját bandériuma élén, a jobbszárnyat vezette mikoris nyomtalanul eltűnt; feltételezhető, hogy a törökök elfogták.